# خانه‌ای برای فروش
خانه‌ای برای فروش (انگلیسی: The Open House) یک فیلم ترسناک آمریکایی در سال ۲۰۱۸ به نویسندگی و کارگردانی مت آنجل و سوزان کوت است. دیلن مینت، پیرسی دالتون، شریف اتکینز، پاتریشیا بتونه و آرون آبرامز در فیلم به ایفای نقش می‌پردازند. این فیلم در ۱۹ ژانویه ۲۰۱۸ بر روی نتفلیکس پخش شد.